# Gangappanahalli, Bangalore South
Gangappanahalli là một làng thuộc tehsil Bangalore South, huyện Bangalore Urban, bang Karnataka, Ấn Độ.